# Стоувелл, Тайлер
Тайлер Стоувелл (Tyler Edward Stovall; 9 апреля 1954, Галлиполис, Огайо — 11 декабря 2021, Манхэттен, Нью-Йорк) — американский историк-франковед, специалист по истории современной Франции и Франции XX века. Доктор философии (1984), с 2015 года заслуженный профессор и также декан гуманитарных наук в Калифорнийском университете в Санта-Крузе, прежде профессор Калифорнийского университета в Беркли (2001—2015). Являлся президентом Американской исторической ассоциации.
Окончил Гарвард (бакалавр истории cum laude, 1976).
Степени магистра европейской истории (1978) и доктора философии по современной европейской / французской истории (1984, под началом Harvey Goldberg) получил в Висконсинском университете в Мадисоне. С 1988 года ассистент-, с 1990 года ассоциированный, в 1996—2001 годах профессор Калифорнийского университета в Санта-Крузе, в 1998—2001 годах провост Stevenson College (University of California, Santa Cruz). В 2001—2015 годах профессор Калифорнийского университета в Беркли.
Автор множества статей и более десяти книг.
Автор Transnational France: The Modern History of a Universal Nation (Westview Press, 2015 {Рец.}; 2-е изд. 2022 ). Также автор книги White Freedom: The Racial History of an Idea (Princeton University Press, 2021) {Рец.: , , , }, вошедшей в шорт-лист Cundill History Prize; высоко оценили книгу George Lipsitz и Томас Холт.